# Roboshark
Roboshark ist ein bulgarisch-kanadischer Tierhorrorfernsehfilm aus dem Jahr 2015 von Jeffery Scott Lando, der gemeinsam mit Phillip J. Roth das Drehbuch schrieb. Mit Jeffery Beach waren sie zu dritt für die Produktion zuständig.

## Handlung
Ein außerirdisches Flugobjekt nähert sich der Erde. Als es sich in der Nähe befindet, schießt es eine Sonde ab, die in die Atmosphäre eindringt und in den Pazifik stürzt. Wenig später wird die Sonde von einem großen weißen Hai verschlungen. Wenige Augenblicke später beginnt der Hai zu zucken und verwandelt sich in eine Art lebendigen Torpedo. Ein US-amerikanisches Atom-U-Boot in der Nähe wird auf die Bewegungen des Roboterhais aufmerksam und der Kapitän befiehlt, das unbekannte Meeresobjekt zu zerstören. Der Angriff schlägt fehlt und der Roboterhai startet einen Gegenangriff. Mit einem gezielten Biss in den Rumpf lässt er das U-Boot versinken.
In Seattle kursiert ein Amateurvideo das angeblich zeigt, wie ein Wasserflugzeug im Hafen angegriffen wird. Die Lokalreporterin Trish Larson hat ihre Rolle als die verrückte Wetterfee satt und beschwert sich über die angeblichen Fake News. Sie widersetzt sich den Anweisungen des Senders und nimmt ihren Kameramann Louie mit, um militärische Aktivitäten im Discovery Park-Gebiet zu dokumentieren. Trishs Bericht wird ihr allerdings von ihrer Kollegin Veronica gestohlen. Trishs Ehemann Rick, ein Vorgesetzter bei der öffentlichen Baubehörde von Seattle und für die Kanalisationen der Stadt zuständig, verfolgt die Fortschritte des Hais durch die Kanalisation und informiert sie über seine Bewegungen. Die United States Navy beschließt derweil, den Robohai mit allen Mitteln zu stoppen, auch wenn es Verluste unter der Bevölkerung kosten würde.
Navy SEALs verfolgen und bekämpfen den Roboshark im Einkaufszentrum Pacific Place. Die Waffen der Männer sind gegen die Metallhaut des Hais kaum effektiv. Als der Hai zum Gegenangriff übergeht, tötet er die Soldaten. Trish und Melody zeichnen die letzten Phasen der Begegnung auf und posten sie auf YouTube, was eine hohe Anzahl von Aufrufen erzielt. Leider wird das Video nicht ernst genommen, sodass die beiden schnell enttäuscht sind. Ricks Büro, dass bereits zur Basis der Navy umgestaltet wurde und Rick wider Willen mit der Armee zusammenarbeiten muss, empfängt derweil einen hohen Gast: Bill Glates, ein ausgewiesener Fachmann und Genie im Computer- und Technikbereich, der beim Haiproblem helfen soll. Durch die Hilfe einer Drohne, versucht er, den Roboterhai zu untersuchen. Dieser erkennt aber schnell den Zusammenhang zwischen der Drohne und Glates und vernichtet erst die Drohne, ehe er sich Glates zuwendet. Er packt das Genie, taucht im Boden des Parks ab, und zerrt das Genie durch den Boden, wodurch er zu Tode geschunden wird.
Als Nächstes steuert der Hai eine Schwimmhalle an, gefolgt von Trish, Melody und Louie. Sie können die Leute rechtzeitig warnen und die Halle evakuieren. Melody findet heraus, da der Hai sie in sozialen Netzwerken folgt, dass er selbst dazu in der Lage ist, auf das Internet zuzugreifen. Über Twitter versucht er, Kontakt mit Trishs Tochter Melody aufzunehmen und versichert ihr, dass er keine bösen Absichten hat. Dadurch kann Melody verhindern, dass der Hai einen in das Schwimmbecken gefallenen Mann fressen kann. Seine rote, aggressive Farbe ändert sich in ein freundliches grün um und es ertönt eine angenehme Melodie. Nun rückt allerdings die Navy in Helikoptern an und beschießt den Hai, der sich daraufhin wieder rot verfärbt und flüchtet.
In einer Höhle in Küstennähe finden Trish, Melody und Louie das Versteck des Hais, der sich wieder in die grünleuchtende freundliche Version verwandelt und Melody kann ihn sogar streicheln. Da alles in einem Livestream aufgezeichnet wird, kann das Militär die Höhle lokalisieren und angreifen. Am Space Needle kommt es zur letzten Konfrontation mit dem Hai. Raketenbeschuss verursacht, dass der Turm bricht. Admiral Black, der sich auf dem Turm befindet beschließt, sich im Kamikaze-Manier mit der oberen Hälfte auf den Hai zu stürzen was auch glückt. Dabei kommt die Journalistin Veronica, in der Absicht einen Peabody Award zu gewinnen, dem Hai zu nah und wird ebenfalls erschlagen. Rick ist mit Trish und Melody wieder vereint, letztere ist über den Tod des Hais traurig. Einige Zeit später spaziert eine Frau mit einem Chihuahua durch den Park inmitten der Trümmer der Space Needle, bis plötzlich dessen Augen rot zu glühen beginnen. Scheinbar hat sich die Elektronik vom Hai auf den Hund übertragen können.

## Hintergrund
Ein wiederkehrendes Thema im Film sind die sozialen Medien und Reaktionen der Bevölkerung auf die Medien. Weitere Anspielungen gibt es zu YouTube, Twitter, Microsoft und Starbucks. Es gibt Bezüge zu den Filmen Unheimliche Begegnung der dritten Art und THX 1138. Die Szene, in der Admiral Black die Space Needle im Kamikaze-Stil verwendet, um den Roboter-Hai zu töten, bezieht sich auf die Szene in Dr. Seltsam oder: Wie ich lernte, die Bombe zu lieben, in der Slim Pickens eine Kernwaffe reitet.
Der Charakter Bill Glates basiert auf Bill Gates. Er wurde von dem Bill-Gates-Doppelgänger Steve Sires dargestellt und für die deutschsprachige Filmfassung von Rainer Fritzsche gesprochen. Sires stellte 2002 in Nothing So Strange und 2010 in The Social Network Bill Gates dar.

## Produktion
Produziert wurde der Film von der Bulgarian Unified Film Organization, die sich auf moderne Low-Budget-Filme, die in Bulgarien gedreht werden, spezialisiert hat. Der Film weist Parallelen zum 2013 erschienenen Film Robocroc auf, der ebenfalls für Syfy in Bulgarien gedreht wurde.
Roboshark wurde hauptsächlich in Sofia gedreht. Einige Szenen entstanden in Seattle. Der Film feierte am 18. Juli 2015 seine Filmpremiere in den USA auf dem Sender Syfy.

## Rezeption
„Weiterer Ableger der Welle von billigen Haihorror-Trashfilmen, der die üblichen dürftigen Plot-Elemente, Spezialeffekte und schauspielerischen Leistungen versammelt. Dabei zielt der Film allerdings durch seine absurden Übertreibungen auf eine Selbstparodie ab, die ihm einen bescheidenen Unterhaltungswert sichert.“

„Absurder Hightech-Hai schwimmt Amok: Eine leuchtende Kugel aus dem All stürzt ins Meer, ein weißer Hai beißt hinein. Prompt mutiert das Tier zu einem mechanischen Hybriden und attackiert Seattle mitsamt allen Hipster- und Starbucks-Cafés. Während das Militär für die Vernichtung des Monsters Kollateralschäden in Kauf nehmen will, hat Reporterin Trish (Alexis Peterman) eine ganz andere Idee. Denn ihre Tochter Melody kann mit dem Hai kommunizieren… via Twitter. Hier trifft Hai-Trash auf Social Media, und heraus kommt ein Emoticons twitternder Roboterfisch. Die Story ist so hanebüchen, wie sie klingt, und unterbietet selbst das Vorbild ‚Sharknado‘.“

Steve Hutchison stimmt zu, dass der Film unterhaltsam ist und „alle zwei Minuten kichert“; eine „extrem dumme Geschichte, aber ohne jemals unsere Aufmerksamkeitsspanne zu testen.“ Der Film sei „ein schuldiges Vergnügen“, aber: „Leider hat dieser Film nach der ersten Hälfte nichts mehr zu sagen. Letztlich bringt die US Navy den Film zu Fall.“
In der Internet Movie Database hat der Film bei über 1.100 Stimmenabgaben eine Wertung von 3,0 von 10,0 möglichen Sternen. RadioTimes vergab an den Film lediglich zwei Sterne.

## Trivia
Am 19. November 2021 zeigten Oliver Kalkofe und Peter Rütten Roboshark auf Tele 5 in der Reihe Die schlechtesten Filme aller Zeiten, besser bekannt unter dem Kürzel SchleFaZ.